# Trias (Religion)
Unter Trias oder Triade (‚Dreiheit‘, von altgriechisch τριάς triás, Plural τριάδες triádes) versteht man in der Religionswissenschaft eine Dreiergruppe von Göttern oder mythischen Wesen. Triaden von Göttern, die als zusammengehörig betrachtet und gemeinsam verehrt werden, sind aus zahlreichen polytheistischen Mythologien und Kulten bekannt. 

## Griechische und römische Religion
Über die Bedeutung der Dreiheit in der griechischen Religion hat schon Aristoteles philosophisch reflektiert. Er wies darauf hin, dass bei den Pythagoreern, der von Pythagoras von Samos initiierten religiös-philosophischen Bewegung, die vom 6. bis zum 4. Jahrhundert v. Chr. bestand, die Drei eine bedeutende Rolle spielte. Nach der Darstellung des Aristoteles lehrten die Pythagoreer, das „All“ und das „Alles“ werde durch die Dreizahl definiert: „Ende, Mitte und Anfang bilden die Zahl des Alls, nämlich die der Triade.“ An seinen Bericht über die pythagoreische Auffassung knüpfte Aristoteles einen eigenen Gedanken zur Drei in der Religion an: „Deshalb haben wir diese Zahl der Natur entnommen, als ob sie eines von deren Gesetzen wäre, und bedienen uns ihrer bei der kultischen Verehrung der Götter.“
Die von Aristoteles erwähnte religiöse Bedeutung der Dreizahl zeigt sich in den verbreiteten Dreiergruppen von griechischen und römischen Göttern und mythischen Wesen. Dazu zählen insbesondere die schon in Hesiods Theogonie angeführten Triaden gleichartiger, in erster Linie als Gruppe agierender Gottheiten, der Horen, der Moiren und der Chariten. Die Gorgonenschwestern bilden ebenfalls eine Dreiheit. In der Dreizahl treten auch die Totenrichter auf. Die Musen waren ursprünglich nicht – wie schon bei Hesiod – neun, sondern drei. Auch Quellnymphen (Najaden) verehrte man als Dreiergruppen.
Auch Götter, die primär als Einzelgestalten und weniger als Gruppenangehörige ins Blickfeld kamen, wurden mitunter zu Triaden zusammengefasst. Dabei konnten Verwandtschaftsbeziehungen für die Gruppenbildung maßgeblich sein, doch gab es keine Triaden in Gestalt der familiären Dreiheit von Vater, Mutter und Kind. Die bedeutendste Gruppe dieser Art bestand aus den drei Brüdern Zeus, Poseidon und Hades, unter die nach der griechischen Mythologie die Welt aufgeteilt war. Eine weitere Verwandtschaftstrias bildeten Leto und ihre Kinder Artemis und Apollon. Diese Dreiheit wurde mancherorts gemeinsam verehrt, und man pflegte die drei zusammen als Schwurgottheiten anzurufen. Außerdem kam es vor, dass man im Kult drei Götter aufgrund ihrer Wesensverwandtschaft als Trias auffasste, etwa die unterirdischen Gottheiten Pluton, Demeter und Kore. Verbreitet war die Ansicht, dass göttlicher Schutz besonders gesichert sei, wenn er von drei zu einer Gruppe verbundenen Göttern gewährleistet werde. Im Römischen Reich war die bedeutendste Dreiergruppe von Schutzgöttern die kapitolinische Trias von Iuppiter, Iuno und Minerva, der in der römischen Staatsreligion zentrale Bedeutung zukam. Außerdem trat bei Griechen und Römern in einer Vielzahl kultischer und sakraler Praktiken (Tanz, Gesang, Gebet, Eid, Opfer, Reinigung, Totenkult) eine besondere Bedeutung der Dreizahl hervor, etwa bei der dreimaligen Wiederholung eines sakralen Akts.

## Hinduismus

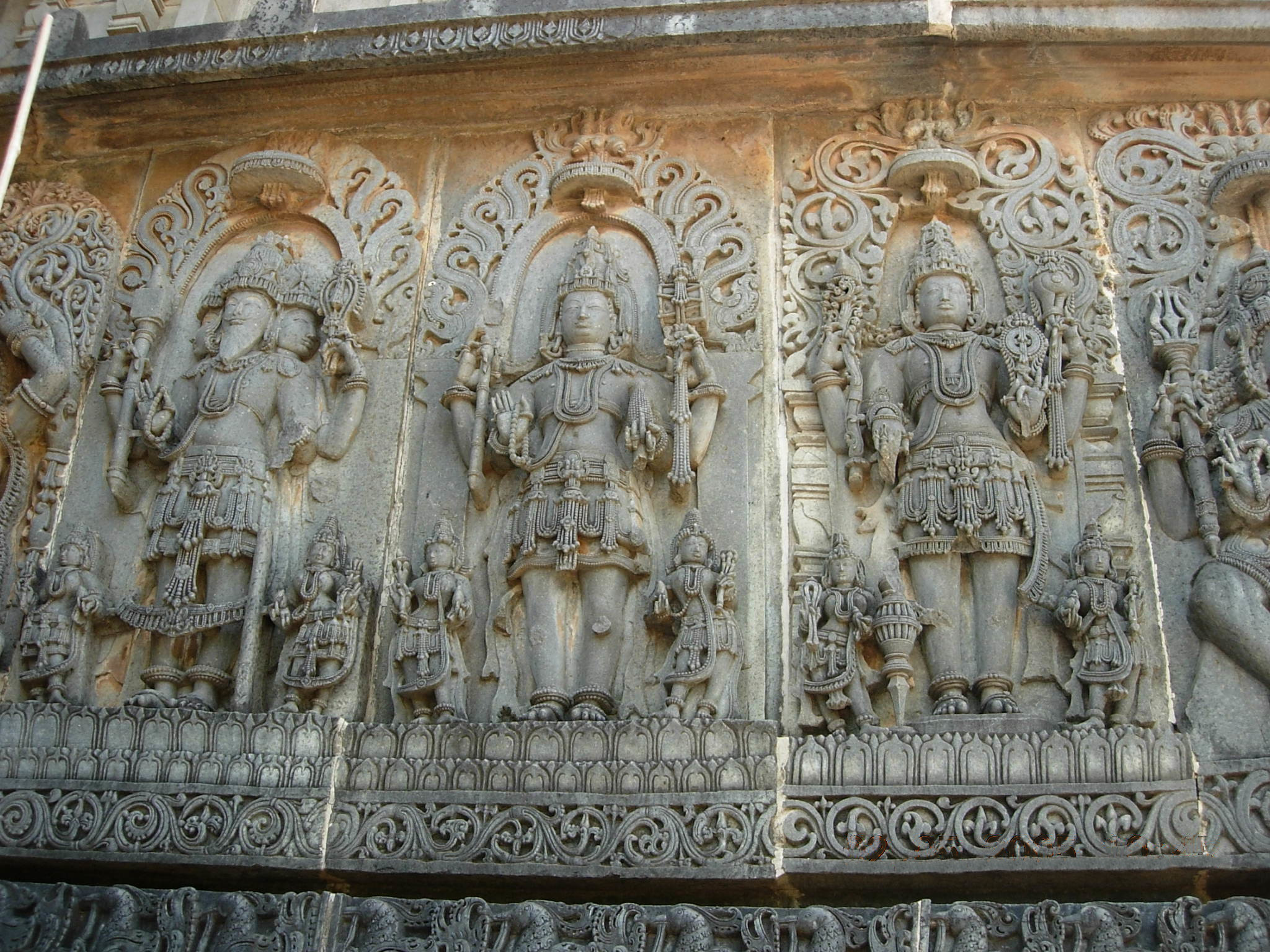
Trimurti-Darstellung an einem indischen Tempel

Die Trimurti (Sanskrit trimūrti „Dreigestalt“) ist ein Konzept des Hinduismus. Dabei werden die drei großen Götter Brahma, der Weltschöpfer, Vishnu, der Erhalter, und Shiva oder Kālarudra, der Zerstörer, als Dreiheit aufgefasst und bildlich dargestellt. In den Puranas erscheinen sie meist als Aspekte des umfassenden Wesens des Weltherrschers Shiva-Maheshvara. Die drei Götter sind demnach nur verschiedene Erscheinungsformen einer Wesenheit, des einen höchsten Gottes (Ishvara). Skulpturen zeigen sie nebeneinander oder zu einer dreifachen Gestalt vereinigt. Die Zentralfigur ist dabei je nach der religiösen Richtung der Verehrer entweder Shiva oder Vishnu. Skulpturen in Shiva-Tempeln zeigen einen Shiva, aus dessen Seiten Brahma und Vishnu heraustreten. Andere plastische Darstellungen versinnbildlichen die Trimurti-Idee durch einen Körper mit drei Köpfen.

## Daoismus
Im chinesischen Daoismus bezeichnete der Ausdruck „Drei Reine“ oder „Drei Reinheiten“ (三清 sān qīng) ursprünglich drei von göttlichen Wesen und Unsterblichen bewohnte Himmel. Die drei Himmel wurden mit den drei höchsten Göttern des Daoismus assoziiert. Die drei Götter sind Yuánshǐ Tiānzūn (元始天尊), der Himmelsehrwürdige des Uranfangs, Tàishàng Dàojūn (太上道君), der Himmelsehrwürdige des göttlichen Schatzes, und Lǎojūn (老君), der Himmelsehrwürdige des Weges und der Tugend. Diese drei Götter, die das Dao symbolisieren, bilden nach der daoistischen Vorstellung eine Einheit, letztlich sind sie eine einzige Gottheit.

## Christentum
Umstritten ist in der religionswissenschaftlichen Forschung die Frage, inwieweit bei Dreiergruppen von antiken Göttern die Dreiheit zugleich als eine Einheit empfunden wurde und damit eine Analogie zur christlichen „Dreieinheit“, der Trinität, besteht. Nach einer Hypothese von Hermann Usener (1903) ist der christliche Dreieinigkeitsglaube aus derselben Wurzel entstanden wie die paganen Triaden. Es handle sich um eine allgemeine menschliche Neigung, die Dreizahl in die Gottesvorstellung hineinzutragen. Das christliche Dogma von der Dreieinigkeit Gottes sei „nicht geoffenbart, sondern geworden, hervorgewachsen unter der Wirkung desselben Keimtriebs, den wir in den Religionen des Alterthums walten sahen.“ Zwecks Bildung einer Dreiheit sei der Heilige Geist relativ spät als Gottheit zu Gottvater und dessen Sohn Christus hinzugefügt worden. Dazu bemerkte Usener: „Die göttliche Dreiheit [...] würde sich durchgesetzt haben, auch wenn die dritte Person in anderer Weise hätte ergänzt werden müssen.“ Ähnlich urteilte Eduard Norden. Er befand 1913, dass „alle Vorbedingungen für die christliche Trinitätsformel viele Jahrhunderte vorher geschaffen und hellenischer Spekulation zugetragen worden waren“. Den Ausgangspunkt bilde das Konzept der Einheit einer göttlichen Familie aus Vater, Mutter und Sohn; an die Stelle der Mutter sei bei den Christen der Heilige Geist getreten. Useners Hypothese ist in christentumskritischer Literatur verwertet worden, beispielsweise bei Karlheinz Deschner. Sie ist aber auch auf entschiedenen Widerspruch gestoßen; es wird dagegen eingewendet, bei den Triaden und der Trinität (Dreieinigkeit) handle es sich um völlig verschiedene Vorstellungen.